# Дузлук
Дузлук је насељено мјесто у Славонији. Припада граду Ораховици, у Вировитичко-подравској жупанији, Република Хрватска.

## Географија
Дузлук се налази 2 км југозападно од варошице Ораховице.

## Историја
Дузлук је некад био турско место, окружено шумом. Сама реч је турски назив за равницу, пољану То је и стари народни израз за пут. Уместо Турака су ту Срби остали у већини. Најближе је село са северозападне стране, манастиру Ораховици, који се назива и "Дозлук". У селу није било православне цркве, а верници су одлазили у седиште парохије у Ораховицу, где је храм посвеђен Малој Госпојини. Црквене потребе је задовољавао један од ораховачких калуђера јеромонаха.
Године 1866. Дузлук је насеље у котару Нашице, жупанији Вировитици, и општини Ораховици, у којем има 50 кућа са 392 становника. Од којих је 247 православаца. Деценију касније, број кућа је износио 52 са 446 житеља. Сеоски атар се пружао на 2862 кј земље.

## Становништво
Према попису становништва из 2011. године, Дузлук је имао 163 становника.
| Националност       | 1991. | 1981. | 1971. | 1961. |
| Срби               | 147   | 134   | 183   | 232   |
| Хрвати             | 62    | 38    | 49    | 56    |
| Југословени        | 11    | 62    |       |       |
| остали и непознато | 22    | 7     | 10    | 4     |
| Укупно             | 242   | 241   | 242   | 292   |

| Демографија | Демографија | Демографија |
| Година      | Становника  | Становника  |
| ----------- | ----------- | ----------- |
| 1961.       | 292         |             |
| 1971.       | 242         |             |
| 1981.       | 241         |             |
| 1991.       | 242         |             |
| 2001.       | 201         |             |
| 2011.       |             | 163         |

## Попис 1991.
На попису становништва 1991. године. насељено место Дузлук је имало 242 становника, следећег националног састава:
| Попис 1991.‍  | Попис 1991.‍  | Попис 1991.‍ | Попис 1991.‍ | Попис 1991.‍ |
| ------------ | ------------ | ----------- | ----------- | ----------- |
|              |              |             |             |             |
| Срби         | Срби         |             | 147         | 60,74%      |
| Хрвати       | Хрвати       |             | 62          | 25,61%      |
| Југословени  | Југословени  |             | 11          | 4,54%       |
| Мађари       | Мађари       |             | 3           | 1,23%       |
| Црногорци    | Црногорци    |             | 3           | 1,23%       |
| Муслимани    | Муслимани    |             | 1           | 0,41%       |
| неопредељени | неопредељени |             | 9           | 3,71%       |
| непознато    | непознато    |             | 6           | 2,47%       |
| укупно: 242  |              |             |             |             |